# 747 Winchester
747 Winchester este un asteroid din centura principală, descoperit pe 7 martie 1913, de Joel Metcalf.